# スマートフィッシュ

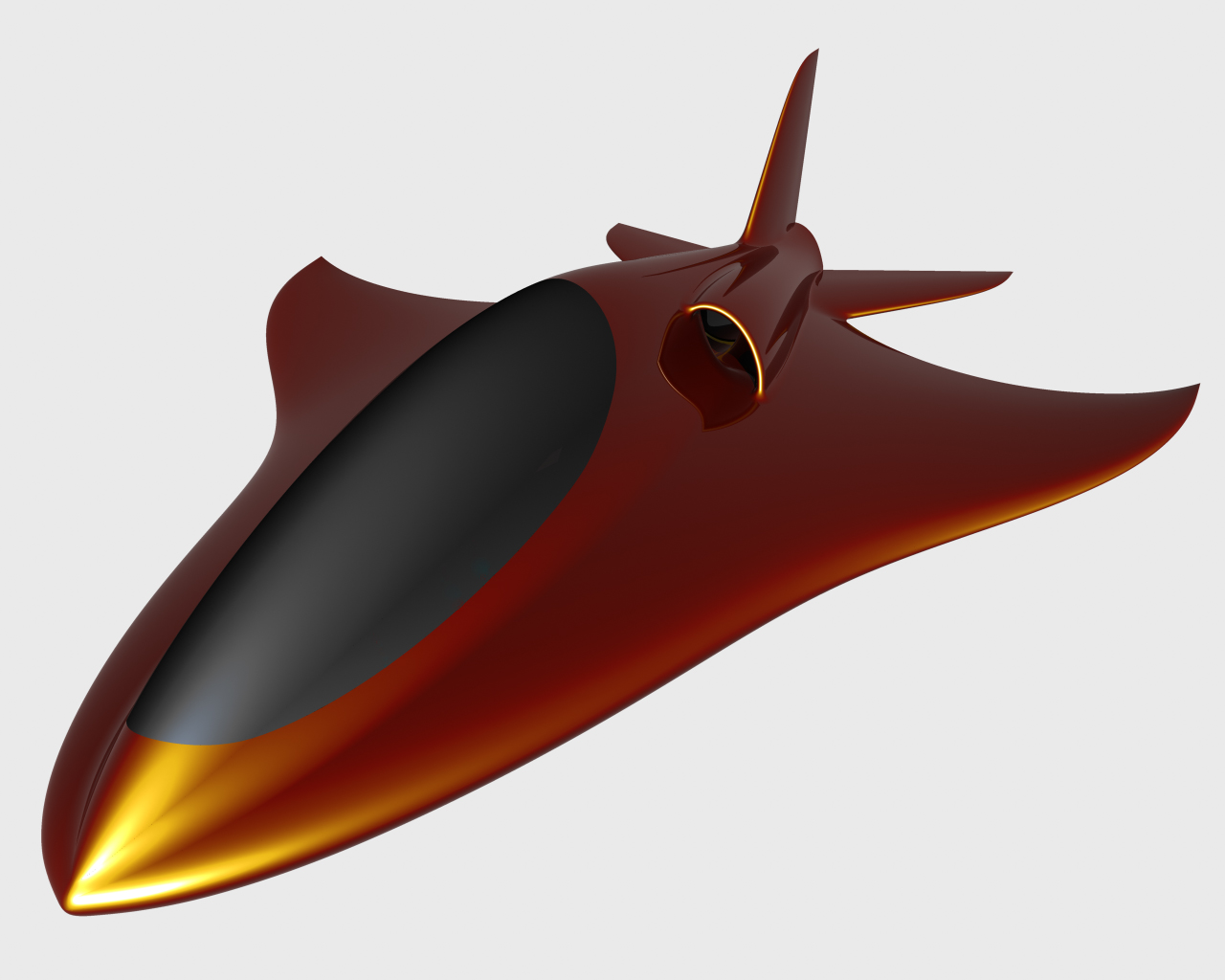
スマートフィッシュの構想図

スマートフィッシュ（SmartFish）は、ドイツで開発されている実験機。リフティングボディのコンセプトを元にコンラッド・スカフォーシュが設計した。

## 概要
スマートフィッシュはマグロをモチーフにして作られており、航空機と思えない形をしている。この形がエラーの原因となるスラット、スポイラー、フラップなしでの飛行を可能にしている。8000kmの距離をマッハ0.9で飛ぶような計画になっている。しかし、今のところ実験模型なども僅かしかない。
水素燃料を燃料とする燃料電池を動力源とする実験機がドイツ航空宇宙センター（DLR）といくつかの会社の協力により製造されている。

## 類型機
本機はアカヴィオンと非常に似通った形をしている。アカヴィオンは基本的にイルカを元にデザインされている。
また、カリフォルニアの人工シャチとも似通っている。